# Гэмба
Гэмба (яп. 現場 гэмба), гэнти гэмбуцу (яп. 現地現物, «наличный товар на местах») — обозначения подхода, характерного для японской управленческой практики кайдзен, согласно которому для полноценного понимания ситуации считается необходимым прийти на гэмба — место выполнения рабочего процесса, собрать факты и непосредственно на месте принять решение. В русскоязычной литературе обычно используются написания «гемба» и «генти генбуцу».
Термины гэмба и гэнти гэмбуцу в международной практике стали широко известны после публикаций о системе менеджмента качества корпорации Toyota. Японский принцип принятия решения на месте возникновения проблем отличается от традиционного американского управленческого подхода, где решения принимаются, как правило, удалённо.
Используют пять правил менеджмента гэмба:
1. Когда возникает проблема (ненормальное положение), необходимо идти на гэмба, к месту рабочего процесса.
2. На гэмба необходимо проверить гэмбуцу — осмотреть окружение (оборудование, среду).
3. Принять решения, контрмеры необходимо на гэмба — непосредственно на месте возникновения проблемы.
4. После этого необходимо найти причину возникновения проблемы.
5. Недопущение повторения проблемы необходимо зафиксировать в стандартах и инструкциях.